# Абросова, Нина Алексеевна
Нина Алексеевна Абросова (род. 27 ноября 1983, Ленинград, РСФСР, СССР) — российская спортсменка, бокс, мотоспорт, водно-моторный спорт.
Чемпионка мира по профессиональному боксу (2006), шестикратная чемпионка России (2004—2007) в обеих версиях савата (лайт «ассо» и полный контакт «комба»), чемпионка Европы (2006), дважды финалистка чемпионата мира. Являлась самой титулованной спортсменкой во французском боксе в России. Капитан команды Nina Motors, выиграла серебро чемпионата мира 2011 (гонка «24 часа Санкт-Петербурга»); победитель Кубка Европы 2012 (Минск), победитель международной маршрутной гонки Санкт-Петербург-Орешек 2010, победитель Открытого Чемпионата Московской области 2012 (1 место командный зачёт, 1 место личный зачёт), победитель международной маршрутной гонки Санкт-Петербург-Усть Ижора 2012, 1 место гран-при Чемпионата Европы 2013 (Пярну, Эстония), победитель чемпионата мира 2016, победитель чемпионата мира 2017. Рекордсменка России по эко-ралли 2012, абсолютная рекордсменка фестиваля скорости на воде.

## Биография
Участвовала в чемпионатах России по боксу. В профессиональном боксе стала лучшей в мире в 2006 году. В 2004 год победила в Кубке России по кикбоксингу. В 2004-2007 годах выигрывала золото по всем версиям российского савата, в 2006-м выиграла чемпионат Европы в этой дисциплине. Победительница первого в Японии официального женского поединка по боксу.
Заместитель председателя координационного совета НП «Экспертный научно-технический Союз». Руководитель Международного центра спортивных технологий (структурное подразделение НП ЭНТС). В рамках своих полномочий осуществляет руководство спортивно-техническим направлением в Госкорпорации «Ростех» и в Союзе машиностроителей России в Санкт-Петербурге.
Общественный уполномоченный по правам детей в Гатчинском муниципальном районе Ленинградской области. Член попечительского совета благотворительного фонда по формированию здорового образа жизни, член попечительского совета общественной организации «Шаг в спорт».
В 2014—2019 гг. депутат муниципального округа Лиговка-Ямская Санкт-Петербурга.
В 2021 году кандидат в депутаты законодательного собрания Санкт-Петербурга и Государственной думы по одномандатному избирательному округу № 211 - Восточный от партии «Родина».

## Семья
Отец — Абросов Алексей Николаевич — спортсмен, художник. Мастер спорта СССР по боксу, кандидат в мастера спорта по лыжам. Считался одним из лучших шаржистов г. Санкт-Петербурга. Мать — Абросова Марина Николаевна — преподаватель русского языка и литературы. Занималась спортивными танцами, танцевала по «А» классу в паре с отцом. Скончалась в 1996 году в возрасте 34 лет.